# Selfoss (città)

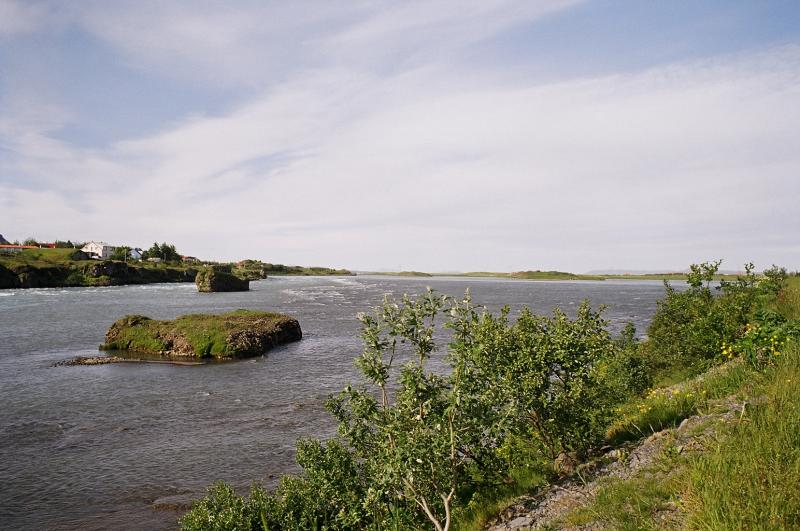
Il fiume Ölfusá

Selfoss è con i suoi 6 934 abitanti la località principale del comune di Árborg nella regione di Suðurland, in Islanda.
Situata sulla riva orografica sinistra dell'Ölfusá (che è difatti la continuazione del fiume Hvitá),
dista una sessantina di chilometri dalla capitale Reykjavík, passando per la vicina Hveragerði.
Il borgo nacque nel 1891 in seguito alla costruzione del ponte sospeso sul fiume Ölfusá,
a suo tempo la principale opera edile islandese.
Con la creazione della latteria nel 1930 Selfoss si ampliò notevolmente.
Attualmente l'economia locale si basa sulla trasformazione dei prodotti agricoli (i latticini in primo luogo)
e i servizi per il circondario.

## Sport

### Calcio
La squadra principale è l'Ungmennafélag Selfoss.

## Ulteriori articoli e link
- Centri abitati dell'Islanda